# Mougoutsi
Mougoutsi ist ein Departement in der Provinz Nyanga in Gabun und liegt im Südwesten des Landes. Das Departement hatte 2013 etwa 32.000 Einwohner.

## Gliederung
- Tchibanga